# Jean Balguy
Jean Balguy est un théologien anglican, né à Sheffield le 12 août 1686 et mort à Harrogate le 21 septembre 1748, qui a publié des ouvrages de philosophie et de théologie, et des Sermons.

## Jeunesse
Balguy effectue sa scolarité à la Sheffield Grammar School (en) (dont son père est le directeur jusqu'à sa mort en 1696) et au collège Saint John's de Cambridge. Il obtient son baccalauréat (bachelor's degree) en 1706, est ordonné prêtre en 1710, et obtient en 1711 un poste à Lamesley et à Tanfield dans le comté de Durham. Les prêtres anglicans ont le droit de se marier : c'est ce que fait Balguy en 1715. La même année, l'évêque Benjamin Hoadly prononce un sermon sur « le Royaume du Christ », lequel sermon va donner lieu à la controverse de Bangor (en). Balguy, sous le nom de plume de Silvius, commence sa carrière de théologien en prenant le parti de Hoadly dans la controverse.

## Vie dans l'église
En 1726, il publie une Lettre à un déiste sur la beauté et l'excellence de la vertu morale, ainsi que sur le soutien et l'amélioration qu'elle reçoit de la religion chrétienne. Il tente d'y montrer que, si l'amour de la vertu pour elle-même constitue le plus haut principe de la moralité, les récompenses et les punitions de nature religieuse ont une valeur plus grande encore, et qu'elles sont parfois absolument nécessaires comme sanctions de la conduite. En 1727, Balguy obtient une prébende à Salisbury grâce à son ami Hoadly ; cette année, il publie la première partie d'un traité intitulé Des fondements de la bonté morale, et l'année suivante la seconde partie, Illustrant et renforçant les principes contenus dans le premier. Le but de ce travail est double. D'une part, il s'agit de réfuter la thèse de Hutcheson selon laquelle la moralité est issue d'un sentiment moral, d'autre part de montrer la pertinence de la thèse rationaliste (défendue notamment par Cudworth et Clarke) selon laquelle la vertu réside dans la conformité aux commandements de la raison - autrement dit, dans l'action conforme à des commandements éternels et immuables dictés par des relations entre les agents moraux et les objets.
En 1729, Balguy devient vicaire de Northallerton, dans le comté de York. Il rédige un Essai sur la rectitude divine, ou une brève enquête au sujet des perfections morales de la divinité, particulièrement en ce qui concerne la Création et la Providence, où il défend la thèse selon laquelle le même principe moral qui prévaut dans la vie humaine peut être perçu comme sous-tendant les travaux et les voies de Dieu. La bonté de la divinité ne serait pas une simple disposition à la bienveillance, mais une tendance à l'ordre, à la beauté et à l'harmonie, qui ne seraient pas seulement relatifs à nos facultés et à nos capacités mais réels et absolus. Les êtres intelligents, dans leur propre intérêt, devraient vénérer la perfection des idées divines dont une image se trouve dans la moralité sur Terre (thèse de type néoplatonicien). Balguy rédige ensuite plusieurs textes où il reprend les mêmes idées, qu'il collecte et publie en un seul volume en 1734.

## Vieillesse
En 1741, il publie un Essai sur la rédemption, contenant des thèses plus personnelles. La rédemption telle que décrite dans la Bible signifierait, selon lui, « la délivrance ou la libération de l'humanité du pouvoir et des punitions du péché, par la souffrance méritoire de Jésus Christ », mais n'impliquerait pas de culpabilité, de substitution de personnes ou de punition déléguée (par exemple l'Inquisition châtiant au nom de Dieu). La doctrine biblique, dit Balguy, satisfait des besoins humains profonds et urgents, et elle se trouve être en accord parfait avec la raison et la rectitude morale. Les dernières publications du théologien consistent en un volume de sermons faisant l'éloge du bon sens, écrits dans une langue claire et dans un style directe.
Balguy meurt à Harrogate en 1748. Deux ans plus tard paraît un second volume de sermons : cette édition sera retirée trois fois jusqu'en 1760.
Il a pour fils Thomas Balguy (en) (1716-1785), qui deviendra archidiacre de Winchester.